# Marco Soria
Marco Soria Galvarro (nascido em 6 de junho de 1953) é um ex-ciclista olímpico boliviano. Soria representou o seu país durante os Jogos Olímpicos de Verão de 1976, em Montreal.